# NGC 6483
NGC 6483 (również PGC 61233) – galaktyka eliptyczna (E4), znajdująca się w gwiazdozbiorze Pawia. Odkrył ją John Herschel 8 czerwca 1836 roku.